# Bombo (sgabello)
Bombo è uno sgabello prodotto dall'azienda italiana Magis a partire dal 1997. Si tratta di un prodotto di disegno industriale che ha rivoluzionato il concetto di seduta nel panorama del design Italiano anni novanta.

## Storia
Il prodotto si presenta come una seduta stampata in ABS che, tramite una leva posta a lato, ne permette la regolazione in altezza. Bombo è il primo sgabello di questo tipo ad offrire questa possibilità, e ciò contribuisce al successo di vendite che l'azienda produttrice ha riscontrato negli anni a venire.
Può considerarsi l’affermazione internazionale di Magis e gli ha permesso di farsi conoscere come marchio di design.
Con gli anni Bombo è divenuto un classico del design industriale, tanto da essere uno degli articoli che "vanta" più copie non ufficiali sul mercato.